# Gyckelblomma
Gyckelblomma (Mimulus guttatus) är en växtart i familjen Lejongapsväxter.